# Hayes Alan Jenkins
Hayes Alan Jenkins (Akron, Ohio; 29 de junio de 1933) es un patinador artístico sobre hielo estadounidense retirado, cuatro veces campeón del mundo entre los años 1953 y 1956. Es hermano mayor del también patinador profesional David Jenkins.
Jenkins además ganó la competición individual de los Juegos Olímpicos de Cortina d'Ampezzo 1956, superando a sus compatriotas Ronald Robertson (plata) y David Jenkins (bronce).

## Referencias

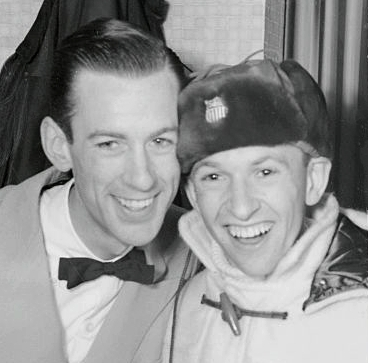
Hayes Alan (izq,) junto a su hermano David, 1956